# آی‌پد (نسل پنجم)
آی‌پد ۹.۷ اینچی  (که به طور رسمی آی‌پد (نسل پنجم) شناخته می شود) تبلتی است که توسط اپل طراحی ، توسعه و به بازار عرضه شده است. الگو های ناقص نامگذاری که اپل در روز معرفی یعنی ۲۴ مارس ۲۰۱۷ معرفی کرد نام های زیادی، از جمله "آی پد نسل هفتم" یا "آی پد ۲۰۱۷" را ایجاد کرد.
برخلاف آی پد ایر ۲ ، این آی پد از صفحه نمایش کاملاً چند لایه برخوردار نیست و همچنین فاقد پوشش ضد بازتاب است.
در ۲۷ مارس ۲۰۱۸ ، اپل جانشین خود یعنی آی پد نسل ششم را معرفی کرد و این امر باعث متوقف شدن آی پد نسل پنجم شد.

## تاریخ
این مدل آی پد توسط اپل در تاریخ ۲۱ مارس ۲۰۱۷ در بیانیه مطبوعاتی اعلام شد. در مورد نامگذاری آن سردرگمی ایجاد شده است، و در بازاریابی فقط از آن به عنوان "آی پد" یاد می شود. در بیانیه ها و برگه های رسمی "آی پد نسل پنجم" نامیده می شود؛  عنوانی که قبلاً در سال ۲۰۱۳ آی پد ایر آن را گرفته بود. منابع دیگر از آن به عنوان "آی پد نسل هفتم" یاد می کنند،  که در این الگو آی پد ایر و آیپد ایر ۲ را به ترتیب به عنوان آی پد های نسل پنجم و ششم به حساب میاورند. همچنین از آن با عنوان "آیپد ۲۰۱۷" هم یاد شده است.

## مشخصات فنی

### نرم‌افزار
در زمان عرضه اصلی ، آی پد با آی او اس ۱۰ که نسخه ای از سیستم‌عامل تلفن همراه اپل است، معرفی شد. در عوض واحدهای جدید فروخته شده با سیستم‌عامل جدید آی او اس ۱۱ عرضه می شوند. سنسور اثر انگشت تاچ آی دی موجود به کاربران اجازه می دهد قفل دستگاه را باز کنند و همچنین خریدهای اپ استور ، آی تیونز استور و آی بوکس را با تاچ آی دی تایید کنند. تاچ آی دی و اپل پِی به کاربر اجازه می دهند تا لوازم را از وب سایت ها یا از داخل برنامه ها خریداری کند.

### سخت افزار
آی پد دارای صفحه نمایش ۹/۷ اینچی (۲۵ سانتی متر) است. آی پد دارای ۲ گیگابایت رَم است. ضخامت آن ۷/۵ میلی متر است و در مقایسه با آی پد ایر ۲٬ ۶/۱ میلی متر بزرگ تر است. بر خلاف سایر مدل های آی پد موجود، صفحه نمایش این آیپد کاملاً لمینیت نیست و پوشش ضد بازتاب ندارد. با این حال، این آی پد از صفحه نمایش روشن تری نسبت به آی پد ایر ۲ برخوردار است (طبق گفته اپل ۲۵٪ روشن تر). همچنین از این نوع آی پد در گزینه های ذخیره سازی ۳۲ و ۱۲۸ گیگابایتی موجود است. در مقایسه با صفحات آیپد پرو ، این آیپد تنها دارای دو بلندگو (در مقابل چهار بلندگو) است و پشتیبانی از اتصال هوشمند و فلاش دوربین ندارد و در رنگ های نقره ای ، طلایی و خاکستری عرضه می شود. همچنین با وجود استفاده از پردازنده اپل A9 و همراه پردازنده حرکتی M9 همراه ، که با آیفون ۶ اس در سال ۲۰۱۵ معرفی شد، آی پد از ورودی صوتی همیشه روشن "هی سیری" پشتیبانی نمی‌کند.